# Snillfjord
Snillfjord è un ex comune norvegese della contea di Sør-Trøndelag. Dal 1º gennaio 2020 il territorio comunale è diviso tra il neo-istituito comune di Heim e quello di Orkland. Una terza parte del territorio è stata assegnata al comune di Hitra.